# Бакрадзе, Константин Спиридонович
Константин Спиридонович Бакрадзе (груз. კონსტანტინე (კოტე) სპირიდონის ძე ბაქრაძე, 24 ноября [6 декабря] 1898, Тифлис — 28 апреля 1970, Тбилиси) — грузинский советский учёный-философ и педагог высшей школы. Академик АН Грузинской ССР (1969), заслуженный деятель науки Грузинской ССР (1943).

## Биография
Окончил Тифлисскую гимназию (1918), затем — Тбилисский университет, первый выпуск (1922).
Работал в Германии, сотрудничал с Гуссерлем, Риккертом, Хайдеггером.
Преподавал в Тбилисском университете, с 1930 года профессор. На протяжении многих лет возглавлял кафедру истории философии и логики.
Похоронен в пантеоне Дидубе.
В Тбилиси есть улица, названная именем Константина Бакрадзе.

## Научные интересы
История философии, логика, теория познания.